# 迈克尔·多布斯
迈克尔·多布斯（英語：Michael Dobbs，1948年11月14日—)是一名英国保守党政客和畅销书作者，最出名是他的著作《紙牌屋》三部曲。

## 背景
迈克尔·多布斯1948年出生于赫特福德郡的切森特。1971年于牛津大学基督教堂学院毕业后，他前往美国，就读于马萨诸塞州的塔夫茨大学。在《波士顿环球时报》（The Boston Globe）的资助下，他完成学业并取得硕士及博士学位。1971年到1975年间，他在波士顿环球时报担任编辑助理及证论作家。2007年，他在塔夫茨大学代表校友致辞。

## 政治
1975年取得博士学位后，多布斯回到英国为保守党工作，在撒切尔夫人1977年到1979年担任反对党领袖时担任她的顾问。此后，多布斯在1979年到1981年间担任保守党国会议员的演讲稿撰写人，在1981年到1986年间担任政府特别顾问，在1986年到1987年间担任保守党的参谋总长。他经历了1984年发生在保守党会议年会的布赖顿旅馆爆炸案。
多布斯在2010年12月18日被授勋，成为多布斯男爵，并于同月20日进入英国上议院。

## 写作生涯
迈克尔·多布斯的写作生涯随着《纸牌屋》小说的出版开始于1989年。《纸牌屋》是以法蘭西斯·厄克特（Francis Urquhart）为主人公的政治三部曲的第一部，其後是1992年第二部《戲王者》及1994年第三部《最後一擊》。 三部曲於1990年被BBC改编为电视剧，并获得14项英国电影学院奖提名和2项奖项。该小说被Netflix再次改编成为同名电视剧，第一季于2013年2月1日在美国首播。

## 同名人物
米高·多布斯是同名美國非小說作家的遠房親戚，兩人有時會被混淆。

## 作品
Francis Urquhart系列小說
- 《紙牌屋》（1989）
- 《戲王者》（1992）
- 《最後一擊》（1994）

Tom Goodfellowe系列小說
- 《Goodfellowe MP》（1997）
- 《The Buddha of Brewer Street》（1997）
- 《Whispers of Betrayal（英语：Whispers of Betrayal）》（2000）

Winston Churchill系列小說
- 《Winston's War（英语：Winston's War）》（2002）
- 《Never Surrender（英语：Never Surrender (novel)）》（2003）
- 《Churchill's Hour》（2004）
- 《Churchill's Triumph》（2005）

Harry Jones系列小說
- 《The Lords' Day》（2007）
- 《The Edge of Madness》（2008）
- 《The Reluctant Hero》（2010）
- 《Old Enemies》（2011）
- 《A Sentimental Traitor》（2012）
- 《A Ghost at the Door》（2013）

非系列小說
- 《Wall Games》（1990）
- 《Last Man to Die》（1991）
- 《The Touch of Innocents》（1994）
- 《First Lady》（2006）